# Дядя Стёпа (мультфильм)
«Дядя Стёпа» — советский чёрно-белый мультипликационный фильм, созданный в 1939 году режиссёром-мультипликатором Владимиром Сутеевым. Экранизация поэмы Сергея Михалкова.

## Сюжет
Мультипликационный фильм по одноимённой поэме Сергея Михалкова о друге всей московской детворы, великане дяде Стёпе. В мультфильме также используются стихотворения Михалкова «А что у вас?» и «Весёлый турист».
Мультфильм начинается с появления дяди Стёпы в кинотеатре и ставшей известной фразы «Вы, товарищ, сядьте на пол, вам, товарищ, всё равно».
К управдому дома 8/1 приходит с ордером на вселение новый жилец — Степанов С. С.

## Над фильмом работали
- Сценарий:
  - Сергея Михалкова,
  - Николая Адуева
- Режиссёр: Владимир Сутеев
- Сорежиссёр: Ламис Бредис
- Ассистент: Валерия Фролова
- Композитор: Алексей Камин
- Художники-мультипликаторы:
  - Борис Дёжкин
  - Фаина Епифанова
  - Лидия Резцова
  - Надежда Привалова
  - Т. Пузырёва
  - Фёдор Хитрук
  - Анна Щекалина
- Технический ассистент: И. Кульнева
- Художники-фоновщики:
  - Елена Танненберг
  - Валентина Сутеева
- Звукооператор: С. Ренский
- Оператор: П. Алипова

## История создания
Именно в 1939-41 годы на новой студии «Союзмультфильм» стали появляться ленты, вошедшие впоследствии в «золотой фонд» отечественного кино — «Лимпопо» и «Бармалей» Л. Амальрика и В. Полковникова, «Мойдодыр» Ивана Иванова-Вано, «Дядя Стёпа» (положенный в 1939 г. «на полку») и др. Их появлением отмечено начало самобытной советской школы рисованного фильма.— Георгий Бородин